# Benoît Fould
Pour les autres membres de la famille, voir Famille Fould.
Bénédict (dit Benoît) Fould, né le 21 novembre 1792 à Paris et mort le 30 juillet 1858 à Saint-Germain-en-Laye, est un banquier, homme politique et collectionneur d'art français.

## Biographie
Fils de Beer Léon Fould, il se trouva de bonne heure placé à la tête de la maison paternelle (banque Fould-Oppenheim & Cie), et sa situation dans le monde financier le fit entrer en 1827 au tribunal et à la chambre de commerce. Le 14 février 1833, il fut proclamé député de l'Aisne ; mais il y avait eu erreur dans le recensement officiel des votes, et cette erreur fut rectifiée au bénéfice de Harlé. Fould fut plus heureux le 14 mai 1834, et devint député de Saint-Quentin.
Il vota le plus souvent avec la majorité, dont il se sépara parfois dans les discussions de douanes et d'industrie. En 1835, il proposa un amendement à l'article 573 du projet de loi sur les faillites et les banqueroutes, et parla sur le budget des finances. L'année suivante, il fut rapporteur du projet de loi relatif aux crédits supplémentaires de 1835. En 1837, il combattit le projet de loi sur les caisses d'épargne, et se mêla activement aux débats soulevés par la question des sucres, par celle des chemins de fer, et par le budget des dépenses. Réélu député, le 4 novembre 1837, face à Arago, il donna son avis sur la loi des faillites et banqueroutes, sur le remboursement des rentes, sur le budget des affaires étrangères, etc., et obtint encore sa réélection, le 2 mars 1839.
Il est membre du Consistoire central israélite de France.
Il meurt le 30 juillet 1858 et est enterré le 1er août au cimetière du Père-Lachaise.

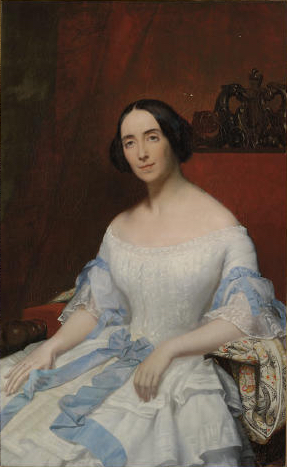
Portrait de son épouse, née Helena Oppenheim (1799-1891).

Marié à Helena Oppenheim, fille de Salomon Oppenheim, il adopta ses nièces Ratisbonne, Flore (futur Mme Singer), Zélie (futur Mme de Sourdeval) et Elisa (futur Mme Worms de Romilly).
Grand collectionneur d'art, il était également propriétaire du château du Val.

## Pour approfondir